# Yên Sơn
Yên Sơn és una comuna rural (xã) i poble del districte Lục Nam, província de Bắc Giang, al nord-est del Vietnam.